# Legio XVII
Legio XVII — римський легіон.

## Історія
Створений у 41 році до н. е. Октавіаном. Легіон складався з ветеранів Брута та Кассія, а також мешканців Цізальпійської Галлії. В 30-х роках до н. е. брав участь у війні проти Секста Помпея. В 31 році до н. е. бився на боці Октавіана у вирішальній битві при Акціумі. Після цього переміщено до м. Аргенторатум (сучасне м. Страсбург), що був у провінції Нижня Германія.
У 15 році до н. е. переведено до Кастри Ветера (сучасне м. Ксантен), провінція Верхня Германія. Тут в 12-9 роках до н. е. брав участь у походах Друза Старшого. З 9 року до н. е. до 5 року н. е. командуванням над римськими легіонами у Германії перебрав Тиберій, майбутній імператор. Legio XVII брав участь у всіх походах останнього.
У 5 році увійшов до складу армії під загальним командуванням Публія Квінтілія Вара. У 9 році разом з іншими легіонами був знищений під час битви в Тевтобурзькому лісі. За наказом імператора Августа в нагадування про це нещастя номер легіону було назавжди видалено з переліку легіонних номерів імперії.